# Wanderers FC (Artigas)
Wanderers Fútbol Club – urugwajski klub piłkarski z siedzibą w mieście Artigas, stolicy departamentu Artigas.

## Osiągnięcia
- Copa El País (3): 2003, 2004, 2005
- Campeonato del Litoral (faza pośrednia Copa El País) (2): 1989, 1990
- Liga de Fútbol de Artigas (16): 1942, 1943, 1944, 1945, 1946, 1982, 1987, 1988, 1990, 1992, 2001, 2002, 2003, 2004, 2006, 2008

## Historia
Klub założony został 26 września 1935 roku i gra obecnie w lidze regionalnej Liga de Fútbol de Artigas.
W klubie w 1996 grał dwukrotny uczestnik finałów mistrzostw świata Rubén Paz.